# Parlamentswahl in Italien 1913
Die Parlamentswahl in Italien 1913 fand am 26. Oktober und am 2. November 1913 statt.
Die Legislaturperiode des gewählten Parlaments dauerte vom 27. November 1913 bis zum 29. September 1919. Die Legislaturperiode verlängerte sich durch den Ersten Weltkrieg, in den Italien im Jahr 1915 eintrat.

## Wahlrecht
Das Wahlrecht war mit den Wahlgesetzen vom 30. Juni 1912, sowie 22. und 26. Juni 1913 deutlich ausgeweitet worden. Die Zahl der Wahlberechtigten hatte sich dadurch mehr als verdoppelt von 2.930.473 Personen (8,3 % der Bevölkerung) im Jahr 1909 auf nunmehr 8.443.205 Personen (23,2 % der Bevölkerung). Davon beteiligten sich 5.100.615 (60,4 %) an der Wahl.

## Allianzen
| Koalition  | Partei                                        | Ideologie                          |
| ---------- | --------------------------------------------- | ---------------------------------- |
| Mehrheit   | Unione Liberale (UL)                          | Liberalismus                       |
| Mehrheit   | Partito Radicale Italiano (PR)                | Radikalismus                       |
| Mehrheit   | Partito Costituzionale Democratico (PDC)      | Linksliberalismus                  |
| Mehrheit   | Unione Elettorale Cattolica Italiana (UECI)   | Klerikalismus                      |
| Mehrheit   | Partito Democratico (PD)                      | Linksliberalismus/Sozialdemokratie |
| Mehrheit   | Cattolici Conservatori (CC)                   | Royalismus                         |
| Mehrheit   | Radikale Dissidenten                          | Radikalismus                       |
| Opposition | Partito Socialista Italiano (PSI)             | Sozialismus                        |
| Opposition | Partito Socialista Riformista Italiano (PSRI) | Sozialdemokratie                   |
| Opposition | Partito Repubblicano Italiano (PRI)           | Republikanismus                    |
| Opposition | Republikanische Dissidenten                   | Republikanismus                    |
| Opposition | Unabhängige Sozialisten                       | Sozialismus                        |

## Ergebnisse
| Partei                                 | Stimmen   | Prozent | Mandate |
| -------------------------------------- | --------- | ------- | ------- |
| Unione Liberale                        | 2.387.947 | 047,6 % | 270     |
| Partito Socialista Italiano            | 0.883.409 | 17,6 %  | 052     |
| Partito Radicale Italiano              | 0.522.522 | 010,5 % | 062     |
| Partito Costituzionale Democratico     | 0.277.251 | 05,5 %  | 029     |
| Unione Elettorale Cattolica Italiana   | 0.212.319 | 04,2 %  | 020     |
| Partito Socialista Riformista Italiano | 0.196.406 | 03,9 %  | 019     |
| Partito Democratico                    | 0.138.967 | 02,8 %  | 011     |
| Partito Repubblicano Italiano          | 0.102.102 | 02,0 %  | 08      |
| Cattolici Conservatori                 | 0.089.630 | 01,8 %  | 09      |
| Republikanische Dissidenten            | 0.071.564 | 01,4 %  | 09      |
| Unabhängige Sozialisten                | 0.067.133 | 01,3 %  | 08      |
| Radikale Dissidenten                   | 0.065.671 | 01,3 %  | 011     |
| Insgesamt                              | 5.100.615 | 100,0 % | 508     |

Zusammensetzung des neu gewählten Parlaments:

Bei dieser Wahl kam es zur Bildung eines neuen Parteiensystems. Die Liberalen, die vorher die (fast) einzigen Parteien waren, erreichten diesmal, trotz der Fusion der beiden Parteien, nicht einmal 50 %; wie bei den folgenden Wahlen kam es zur Koalition. Dies war auch die einzige Wahl bis 1924 in der eine Partei die absolute Mehrheit erreichte. Es gab diverse Abspaltungen kurz vor der Wahl von den Liberalen, Radikalen, Republikaner und Sozialisten.